# Carmen Andreea Herea
Carmen Andreea Herea (* 28. November 2005 in Bukarest) ist eine rumänische Tennisspielerin.

## Karriere
Herea begann mit sieben mit dem Tennisspielen und bevorzugt Hartplätze. Sie spielt bislang ausschließlich auf der Tennis Europe Junior Tour, der ITF Junior Tour und der ITF Women’s World Tennis Tour, wo sie bisher einen Titel im Einzel und drei im Doppel gewinnen konnte.
2022 trat sie mit ihrer Partnerin Alexandra Iordache bei den Brașov Open im Doppel an. Die beiden verloren aber bereits ihr Auftaktmatch gegen Océane Babel und Lucie Nguyen Tan mit 4:6 und 1:6.
2023 erhielt sie eine Wildcard für das Hauptfeld der mit 40.000 US-Dollar dotierten W40 Kuršumlijska Banja, wo sie aber in der ersten Runde gegen Antonia Ružić mit 6:4, 1:6 und 2:6 verlor.

## Turniersiege

### Einzel
| Nr. | Datum       | Turnier            | Kategorie | Belag | Finalgegnerin | Ergebnis       |
| --- | ----------- | ------------------ | --------- | ----- | ------------- | -------------- |
| 1.  | 5. Mai 2024 | Kuršumlijska Banja | ITF W15   | Sand  | Wakana Sonobe | 7:66, 4:6, 6:4 |

### Doppel
| Nr. | Datum           | Turnier  | Kategorie | Belag | Partnerin              | Finalgegnerinnen                 | Ergebnis         |
| --- | --------------- | -------- | --------- | ----- | ---------------------- | -------------------------------- | ---------------- |
| 1.  | 21. Juni 2025   | Bukarest | ITF W15   | Sand  | Alexandra Irina Anghel | Simona Ogescu Ioana Teodora Sava | walkover         |
| 2.  | 9. August 2025  | Brașov   | ITF W15   | Sand  | Alexandra Irina Anghel | Angelica Raggi Jennifer Ruggeri  | 6:3, 6:2         |
| 3.  | 16. August 2025 | Otopeni  | ITF W15   | Sand  | Alexandra Irina Anghel | Maria Andrienko Margaux Maquet   | 4:6, 6:3, [11:9] |